# Yamada Tarō Monogatari
Yamada Tarō Monogatari (山田太郎ものがたり Yamada Tarou Monogatari?, lit. Historia de Yamada Tarō) es un manga japonés creado por Ai Morinaga. El manga fue publicado por Kadokawa Shoten, y fue desarrollado desde el año 1996 al 2000 con un total de catorce volúmenes. Después de la finalización de la serie, el autor lanzó un volumen especial sobre los otros hermanos en la familia Yamada llamado The Tale of the Yamada Family.

## Argumento
Tarō Yamada parece perfecto por fuera, pero en realidad es extremadamente pobre debido a los hábitos de su madre de gastar imprudentemente. Todos en la escuela piensan que él es rico y muy humilde, debido a su buena apariencia. Sin embargo, en casa, él debe cuidar a sus seis hermanos menores, que comparten un lugar de una habitación con él y su madre.

## Adaptaciones
; literalmente, ‘Poor Prince’

En 2001, el manga fue utilizado por la cadena de televisión de Taiwán CTS como un dorama de 15 episodio. Producido por Chai Zhi Ping, Vic Zhou protagonizó a Tai Lang (Tarō).
Yamada Tarō Monogatari (山田太郎ものがたり?  literalmente «Historia de Yamada Taro»)

De julio a septiembre de 2007, la cadena de televisión japonesa TBS emitió una dramatización de la historia, protagonizada por Kazunari Ninomiya como Tarō y Shō Sakurai como Takuya, el mejor amigo de Tarō. La versión japonesa del dorama ha incrementado su calificación y es generalmente más popular que la versión taiwanesa. El tema musical de apertura es "Happiness" de Arashi.